# بجاش (المغربة)

تعديل مصدري - تعديل

بجاش هي إحدى قرى عزلة نيسا بمديرية المغربة التابعة لمحافظة حجة، بلغ تعداد سكانها 526 نسمة حسب تعداد اليمن لعام 2004.